# Paul Schönkaes
Paul Schönkaes (auch Schoenkaes) (* 27. Dezember 1873 in Altenheerse; † 14. Oktober 1926 ebenda) war ein deutscher Landwirt und Politiker (Zentrum).

## Leben
Paul Schönkaes besuchte das Gymnasium und die Landwirtschaftsschule und machte eine praktische Ausbildung auf verschiedenen Gütern. Seit 1898 arbeitete er auf dem elterlichen Gut in Altenheerse, das er 1906 übernahm. Er war Ehrenamtsmann des Amts Dringenberg-Gehrden, Mitglied des Kreistags und des Kreisausschusses und der Landwirtschaftskammer Westfalen. Von 1913 bis 1918 war er Mitglied im Preußischen Abgeordnetenhaus, 1919 bis 1921 gehörte er der Preußischen Landesversammlung an. Von 1919 bis 1926 gehörte er außerdem dem Provinziallandtag der Provinz Westfalen an und war auch Mitglied des Provinzialausschusses. Von Mai 1921 bis zu seinem Tod war er stellvertretendes Mitglied im Preußischen Staatsrat. 